# Forstera
'Forstera' é um género de pequenas plantas perenes da família Stylidiaceae, denominada assim em homenagem aos naturalistas alemães Johann Reinhold Forster e seu filho, Georg Forster.
Esse gênero é composto por quatro espécies endêmicas na Nova Zelândia e uma endêmica na Tasmânia, as quais são semelhantes a outras espécies do subgênero Stylidium, chamado Forsteropsis.
O Gênero Forstera foi primeiramente nomeado em 1780 por Carl Linnaeus e descrito por George Forst em Nova Acta Regiae Societatis Scientiarum Upsaliensis.
As espécies do gênero Forstera são usualmente perenes, eretas ou decumbentes, com folhas pequenas e imbricadas.